# Италиански галерии – Неапол
Италиански галерии – Неапол (на италиански: Gallerie d'Italia di Napoli) е художествена галерия, част от мрежата „Италиански галерии“. Разположена е в Палата на Неаполитанската банка (Палацо дел Банко ди Наполи) в град Неапол, Италия, на ул. „Толедо“ № 177.

## История

### В Палацо „Дзевалос“
Галерията е създадена през 2007 г. от италианската банка „Интеза Санпаоло“ и първоначално е наричана „Палацо Дзевалос“, по името на сградата Палацо „Дзевалос“, в която е разположена до 2022 г. Галерията се помещава в крило на белетажа на сградата. Колекциите включват експонати, дело на неаполитански майстори, активни в Неапол от 17 до 20 век. Изложени са картини на италианските художници Караваджо, Артемизия Джентилески, както и на нидерландския художник Гаспар ван Вител.
Монументалното стълбище на сградата извежда посетителите в Галерия „Палацо Зевалос“, в източната страна на което се открива Залата на Лука Джордано и Франческо де Мура. В тази зала са изложени само творби на двамата художници, включващи голямото платно на Лука Джордано „Отвличането на Елена“, датиращо от 60-те години на 17 век, както и картината му „Непорочното зачатие“. Галерията разполага с четири елипсовидни картини от творчеството на Франческо де Мура, изобразяващи „Алегория на благочестието като Съгласие“, „Алегория на благочестието като Възпитание“, „Алегория на благочестието като Сигурност“, „Алегория на благочестието като Действия“, както и копие на картина „Христовата благословия“, която и в наши дни се намира в параклиса „Свети Антоний“ в църквата „Сан Лоренцо Маджоре“в Неапол, дело на Франческо де Мура.
От западната страна на свой ред са всички останали зали, които са свързани последователно. Залата на караваджистите или Залата на амурчетата, наречена така заради множеството амурчета изографисани по тавана, предлага изложбата на картини на караваджисти в Неапол от 17 век. Една от най-впечатляващите картини е копие на картина на Караваджо „Юдит обезглавява Олоферн“, рисувана от Луис Финсън. Артемизия Джентилески е представена с платното „Самсон и Далила“, а Бернардо Кавалино с творбите му „Спасяването на Мойсей“, „Войници, проиграващи на зарове христовите дрехи“ и „Христос и прелюбодейката“. През вратата вляво се стига до Зала „Щукатури“ или Зала на Караваджо, в която е изложена само една картина – последната творба на Караваджо „Мъченичеството на Света Урсула“, датираща от 1610 г.
В Зала „Натюрморт“ са изложени картини в стил Натюрморт, рисувани от художниците Паоло Порпора, Джузепе Реко и Джован Батиста Руополо, считани в Неапол за най-добрите в този жанр. Залата предлага и картини на неаполитанските художници от 18 век Франческо Солимена с платното „Агар и Исмаил в пустинята, утешавани от ангел“ и „Тайното писмо“, и „Концерт“ от Гаспаре Траверси.
Зала „Пейзажи“ или зала „Птици“, представя неаполитанската пейзажна живопис от 18 и 19 век. В тази зала са изложени картини на художниците Антон Сминк ван Питло, Джачинто Джиганте, Салваторе Фегола. Особен интерес представляват четирите платна на Гаспар ван Вител „Изглед от Рим с пл. „Навона““, „Изглед от Неапол“, „Изглед от Рим с Пиаца дел Пополо“, „Изглед от Неапол с Кралския дворец“.
В Зала „Помпеана“ са представени творби с портрети или перспективни гледки, дело на неаполитански художници от 19 век, обучени в Академията за изящни изкуства в Неапол, включително творби на Доменико Морели, Гаетано Еспозито, Салваторе Постильоне, Доменико Баталя, Франческо Паоло Микети и други.
Последната зала в хронологичен ред, а също и в реда на отваряне, е Зала „Джемито“. Тя изцяло е посветена на творчеството на Винченцо Джемито. Изложени са керамични и бронзови скулптури, скици и картини, изработени от неаполитанския художник, притежавани от флорентинския адвокат Габриеле Консолацио. Сред рисунките, подписани и датирани, са няколко портрета на жени, автопортрети на художника, „Портрет на пророк“ и „Портрет на циганка“, датиран и подписан през 1885 г.

### В „Палацо дел Банко ди Наполи“
Проектиран от Марчело Пиачентини в края на 30-те години на 20 век, дворецът, бившо седалище на Неаполитанската банка, днес е преработен с най-иновативните музеографски критерии благодарение на архитектурния проект на Микеле Де Луки – AMDL Circle, който продължава и разширява изложбеното предложение и културна програма, предложена в близкия Палацо „Дзевалос“ от 1999 до 2022 г. Новата централа на Италианските галерии в Неапол представя три важни изложбени маршрута с произведения, принадлежащи към историческото и художествено наследство на Интеза Санпаоло: неаполитанско изкуство от 17 век до 20 век с абсолютния шедьовър на колекциите на Интеза Санпаоло – „Мъченичеството на Света Урсула“ от Караваджо, колекцията от керамика от Атика и Магна Греция, изложена изцяло за първи път, и важна селекция от произведения от 20 век.

#### Постоянна колекция („От Караваджо до Джемито“)
Произведенията от постоянната колекция са представени в рамките на три тематични маршрута. На първия етаж, в секцията, курирана от Фернандо Мацока, е предложена селекция от картини и скулптури, която предлага антология, очертаваща в общи линии профила на забележителните събития на неаполитанската и южната живопис от началото на 17 век до първите десетилетия на 20 век. Колекцията, която вече е била изложена в Палацо „Дзевалос“, е разширена със значителни шедьоври, някои от които са наскоро преоткрити.
Визитата започва от абсолютния шедьовър на колекциите на Интеза Санпаоло – „Мъченичеството на Света Урсула“, което е последното платно на Караваджо, създадено през май 1610 г., няколко седмици преди смъртта му. В новата изложба сравнението с други шедьоври от първата половина на 17 век позволява творбата да се постави в художествения и културен контекст, свързан с революцията на Караваджо, която по-специално в Неапол определя решаващата повратна точка във фигуративните преживявания на художниците, работещи в столицата на испанското вицекралство през онези години.
Сред изложените творби се открояват „Юдит обезглавява Олоферн“ от Луис Финсън по изгубен оригинал от Караваджо, „Самсон и Далила“ от Артемизия Джентилески, три платна на Бернардо Кавалино, „Светото семейство“ от Батистело Карачоло, „Свети Франциск от Асизи, получаващ стигматите“ от Герит ван Хонтхорст, „Свети Георги“ на Франческо Гуарини, „Отвличането на Елена“ на Лука Джордано. Картините с натюрморт включват две скъпоценни натюрморта от Паоло Порпора и платна от Джузепе Реко и Джован Батиста Руополо, които разказват за значителното присъствие на този жанр в колекциите на богати клиенти и колекционери, присъстващи в Неапол през 17 век.
Маршрутът продължава с произведения на гледки и пейзажи – жанр с изключително развитие в Неапол между 18 и 19 век, като се започне с шест картини на холандеца Гаспар ван Вител, считан за един от инициаторите на модерната пейзажна живопис, и се премине през произведенията на Франц Лудвиг Кател, Антон Сминк ван Питло, Джачинто Джиганте, Никола Палици, Доменико Морели, Федерико Росано, Едоардо Далбоно, Джоакино Тома, Франческо Манчини, Винченцо Миляро, в селекция, която позволява да се проследи изключителната история на жанр, който се разгражда в последователни експериментални фази, които правят Неаполитанската школа начело в Европа. От школата в Позилипо, където узрява голямото наследство на пейзажната живопис от Гран-тур, се стига до Натурализма, свързан с практиката en plein air на школата в Резина, както и до по-индивидуалните преживявания от края на века. Следващ раздел разглежда представянето на града чрез интериора на монументални сгради, улиците и сцените от съвременния живот, които се случват в социални пространства, като хиподрума, общинската вила и пазара.
Колекция от рисунки и скулптури на Винченцо Джемито формира едно от най-важните ядра на известния художник "scugnizzo": набор от висококачествени теракоти, бронз и рисунки.

#### Керамика от Атика и Магна Греция
Маршрутът, куриран от Фабрицио Паолучи, представя на публиката за първи път в своята цялост историческата колекция „Капути“, принадлежаща на Интеза Санпаоло и съставена от над 500 вази и други находки, направени в Атина, Пулия и Лукания между 5 и 3 век пр.н.е., идващи от Руво ди Пулия – център в провинция Бари, който играе много важна политическа, икономическа и културна роля в Магна Греция. Колекцията от атически вази и вази „Магна Греция“ е съставена от находки, вероятно принадлежали на един некропол в древния Руво ди Пулия. Керамиката е значително свидетелство за културата и изкуството на Древна Гърция, са произведени между 6 и 3 век пр.н.е. в работилниците на Южна Италия - в Пулия и Лукания, или са внесени от Атина. Те представляват престижни стоки, поставяни в гробниците на апулийската аристокрация: съдове за храни, течности, мехлеми, които съчетават практическа полезност с висока художествена стойност, придавана от изобразителните сцени с червенофигурна живопис. Шедьовърът на колекцията е атическият калпис на Ленинградския художник (5 век. пр. н. е.), на чийто фриз е представена керамична работилница, в която майстори и млада жена украсяват вази. 
Новата изложба позволява да се доближат находките до техния контекст на производство и културна референция, като се поставят в диалог с колекциите на Националния археологически музей на Неапол (MANN), от които значително ядро се състои от образци, идващи от разкопките в Руво ди Пулия. Изложбеният проект, посветен на керамиката, също така представя ротационната валоризация на конкретни находки, избрани като част от научни проекти, които предлагат сравнение с важни артефакти, заети от MANN или от други италиански и чуждестранни музейни институции.

#### Жизнеността на времето
Серията от зали с изглед към улица „Толедо“ е седалище на маршрута Vitalità del Tempo („Жизнеността на времето“). Това е селекция от 44 произведения от художествената колекция на групата Интеза Санпаоло, курирана от Лука Масимо Барберо, която представлява внушително пътуване през хронологията със съпоставки, които от следвоенния период достигат до съвременното изкуство. Посветена на 20 век, тя събира произведения на основни автори в рамките на художествения опит на времето, със специален интерес към Неапол и културната среда на града, който и до днес поддържа пламенна връзка с художници, галерии и колекционери на модерно и на съвременно изкуство. Сред основните изложени художници са Лучо Фонтана, Алберто Бури, Пиеро Мандзони, Марио Скифано, Янис Кунелис, Сол Левит, Афро, Ернесто Татафиоре, Доменико Ньоли.

## Художествени колекции

### Постоянна колекция
| Картини     | Картини                                                                                              | Картини                               |
| Изображение | Име                                                                                                  | Автор                                 |
| ----------- | --- | ------------------------------------- |
|             | Алегория на Благочестието като Съгласие                                                              | Франческо де Мура                     |
|             | Алегория на Благочестието като Дисциплина                                                            | Франческо де Мура                     |
|             | Алегория на Благочестието като Обществена сигурност                                                  | Франческо де Мура                     |
|             | Алегория на Благочестието с неговите дела                                                            | Франческо де Мура                     |
|             | Отвличането на Елена                                                                                 | Лука Джордано                         |
|             | Отсичане на главата на Йоан Кръстител                                                                | Никола Вакаро                         |
|             | Отвличането на Елена                                                                                 | Никола Вакаро                         |
|             | Юдит обезглавява Олоферн                                                                             | Луис Финсън                           |
|             | Поклонението на влъхвите                                                                             | Майстор на благовещението на овчарите |
|             | Светото семейство със Свети Франциск от Асизи                                                        | Анджело Карозели                      |
|             | Христос и прелюбодейката                                                                             | Бернардо Кавалино                     |
|             | Войници проиграват на зарове христовите дрехи                                                        | Бернардо Кавалино                     |
|             | Самсон и Далила                                                                                      | Артемизия Джентилески                 |
| –           | Свети Георги                                                                                         | Франческо Гуарино                     |
|             | Мъченичеството на Света Урсула                                                                       | Караваджо                             |
|             | Ваза с цветя                                                                                         | Балдасаре Де Каро                     |
|             | Ваза с цветя                                                                                         | Балдасаре Де Каро                     |
|             | Натюрморт с хляб, плодове, дивеч и риба                                                              | Джован Батиста Руополо                |
|             | Натюрморт с хляб, сладки и цветя                                                                     | Джузепе Реко                          |
|             | Натюрморт с риба и мекотели                                                                          | Джузепе Реко                          |
|             | Храсталак с гъби, жаби, гущери и змии                                                                | Паоло Порпора                         |
|             | Храсталак с раци, пеперуди, жаби, черупки и костенурки                                               | Паоло Порпора                         |
|             | Агар и Измаил в пустинята, утешавани от ангелa                                                       | Франческо Солимена                    |
|             | Концертът                                                                                            | Гаспаре Траверси                      |
|             | Тайното писмо                                                                                        | Гаспаре Траверси                      |
|             | През август                                                                                          | Акиле Карило                          |
|             | Изглед от Кава де Тирени                                                                             | Антон Сминк ван Питло                 |
|             | Кула в Салерно                                                                                       | Антон Сминк ван Питло                 |
|             | Път в гората с пастири                                                                               | Антон Сминк ван Питло                 |
|             | Флегрейски пейзаж                                                                                    | Антон Сминк ван Питло                 |
|             | Пейзаж на залез                                                                                      | Антон Сминк ван Питло                 |
|             | Марина гранде на Соренто                                                                             | Антон Сминк ван Питло                 |
|             | Лонгобардските кули в Кава                                                                           | Антон Сминк ван Питло                 |
|             | Кулите на Корпо ди Кава                                                                              | Антон Сминк ван Питло                 |
|             | Долината на Соренто (бившо Скално гърло на Соренто)                                                  | Антон Сминк ван Питло                 |
|             | Мостът и църквата „Свети Франциск“ в Кава де Тирени                                                  | Антон Сминк ван Питло                 |
|             | Горичката на Франкавила ал Киатамоне                                                                 | Антон Сминк ван Питло                 |
|             | Замък в Кастеламаре ди Стабия                                                                        | Антон Сминк ван Питло                 |
|             | Над пещерата в Позилипо (бивш Неапол от Позилипо)                                                    | Антон Сминк ван Питло                 |
|             | Изглед към Неаполитанския залив от склоновете на Везувий                                             | Антонио Йоли                          |
|             | Пейзаж с Везувий                                                                                     | Винченцо Франческини                  |
|             | Кръчма в Позилипо                                                                                    | Винченцо Миляро                       |
|             | Портрет на жена (Фулвия)                                                                             | Винченцо Миляро                       |
|             | Съблазняване                                                                                         | Винченцо Миляро                       |
|             | Буря в Неаполитанския залив с корабокрушение (Близка буря)                                           | Салваторе Фергола                     |
|             | Вила Минутоло                                                                                        | Джачинто Джиганте                     |
|             | Ла Маринела                                                                                          | Джачинто Джиганте                     |
|             | Пещера с къпещи се                                                                                   | Джачинто Джиганте                     |
|             | Дом на слугините в Донареджина (Стария Напол)                                                        | Джачинто Джиганте                     |
|             | Пейзаж от Гаета                                                                                      | Джузепе Фабоци                        |
|             | Изглед от Рим с пл. „Навона“                                                                         | Гаспар ван Вител                      |
|             | Изглед от Неапол с квартал „Киая да Пицофалконе“                                                     | Гаспар ван Вител                      |
|             | Изглед от Неапол с площада на Кралския дворец                                                        | Гаспар ван Вител                      |
|             | Изглед от Рим с Пиаца дел пополо                                                                     | Гаспар ван Вител                      |
|             | Изглед от селището Киая                                                                              | Гаспар ван Вител                      |
|             | Везувий                                                                                              | Федерико Росано                       |
|             | Залез в Ликола                                                                                       | Федерико Росано                       |
|             | Пейзаж                                                                                               | Антонио Манчини                       |
|             | Дъжд                                                                                                 | Джоакино Тома                         |
|             | Етюд на гмуркачите                                                                                   | Джоакино Тома                         |
|             | Етюд на скали в Кава де Тирени                                                                       | Габриеле Змарджаси                    |
|             | Жанрова сцена в римска провинция                                                                     | Франц Лудвиг Кател                    |
|             | Теле                                                                                                 | Франц Лудвиг Кател                    |
|             | Селянка в носия от Южен Лацио                                                                        | Франц Лудвиг Кател                    |
|             | Гробът на Вергилий                                                                                   | Франц Лудвиг Кател                    |
|             | Връщането в дома на ловеца                                                                           | Франц Лудвиг Кател                    |
|             | Две селянки в неаполитанска носия                                                                    | Франц Лудвиг Кател                    |
|             | Магаренце                                                                                            | Франц Лудвиг Кател                    |
|             | Двойка селяни в носии от Кралството                                                                  | Франц Лудвиг Кател                    |
|             | Дворец „Карафа“ на принца на Колобраро в Позилипо                                                    | Франц Лудвиг Кател                    |
|             | Пейзаж с езерце                                                                                      | Никола Палици                         |
|             | Пейзаж                                                                                               | Никола Палици                         |
|             | Жътварите                                                                                            | Никола Палици                         |
|             | Спорт (Завръщане от надбягванията)                                                                   | Франческо Манчини                     |
|             | Изглед от Позитано                                                                                   | Франческо Манчини                     |
|             | Портрет на художника Винченцо Миляро                                                                 | Гаетано Еспозито                      |
|             | Изкушение                                                                                            | Гаетано Еспозито                      |
|             | Интериорът на Палат „Сан Джакомо“ в Неапол                                                           | Винченцо Абати                        |
|             | Съблазняване                                                                                         | Винченцо Миляро                       |
|             | Дяволът и светата вода                                                                               | Салваторе Постильоне                  |
|             | За нова литургия                                                                                     | Салваторе Постильоне                  |
|             | Музей                                                                                                | Паоло Ветри                           |
|             | Автопортрет                                                                                          | Франческо Паоло Микети                |
|             | Площад „Виктория“                                                                                    | Франческо Паоло Диодати               |
|             | Дъжд                                                                                                 | Франческо Нети                        |
|             | Неапол ул. „Толедо“, импресия с дъжд                                                                 | Карло Бранкачо                        |
|             | Хорът на църквата „Санта Мария ди Донарежина Нуова“                                                  | Доменико Баталя                       |
|             | Преди процесията                                                                                     | Доменико Баталя                       |
|             | Терасата                                                                                             | Доменико Морели                       |
|             | Дама с ветрило                                                                                       | Доменико Морели                       |
|             | Алегория на лятото                                                                                   | Корадо Джакуинто                      |
|             | Тобия дарява зрението на баща си                                                                     | Хендрик Де Зомер                      |
|             | Мечтай                                                                                               | Джамбатиста Де Куртис                 |
|             | Клара преди сватбата                                                                                 | Густаво Начароне                      |
|             | Мадона в поклонение пред Спящия Младенец и ангели                                                    | Пиетро да Кортона                     |
|             | Гипсови пути                                                                                         | Винченцо Волпе                        |
|             | Омир разказва на овчаря Главк за нещата, които е претърпял по време на пътуванията си до остров Хиос | Филипо Марсили                        |

| Рисунки | Рисунки                                             | Рисунки                  |
| Снимка  | Име                                                 | Автор                    |
| ------- | --------------------------------------------------- | ------------------------ |
|         | Портрет на Фортуни по теракотен бюст от Джемито     | Мариано и Марсал Фортуни |
|         | Автипортрет                                         | Винченцо Джемито         |
|         | Автопортрет                                         | Винченцо Джемито         |
|         | Автипортрет като млад                               | Винченцо Джемито         |
|         | Автопортрет с Матилд Дефо                           | Винченцо Джемито         |
|         | Пророк                                              | Винченцо Джемито         |
|         | Портрет на Анна Джемито                             | Винченцо Джемито         |
|         | Етюд за портрет на млада жена (Горделивост)         | Винченцо Джемито         |
|         | Портрет на млада жена                               | Винченцо Джемито         |
|         | Костур                                              | Винченцо Джемито         |
|         | Етюд на кърмачка                                    | Винченцо Джемито         |
|         | Циганка или Неаполитанска девойка                   | Винченцо Джемито         |
|         | Момиче от Дженацано                                 | Винченцо Джемито         |
|         | Портрет на Ирена, дъщеря на художника Карло Саверио | Винченцо Джемито         |
|         | Етюд на речна алегория                              | Винченцо Джемито         |
|         | Дъщеря му Джузепина като сирена                     | Винченцо Джемито         |
|         | Масто Чичо                                          | Винченцо Джемито         |
|         | Младеж                                              | Винченцо Джемито         |
|         | Профил на Александър Велики                         | Винченцо Джемито         |

| Скулптури | Скулптури                                           | Скулптури                             |
| Снимка    | Име                                                 | Автор                                 |
| --------- | --------------------------------------------------- | ------------------------------------- |
|           | Ева (Земята/ Плодородието)                          | Атилио Селва                          |
|           | Психея от Капуа (копие от 1939)                     | Художествена леярна „Киураци“         |
|           | Путо гроздоберач (Алегория на есента)               | Рафаеле Белиаци                       |
|           | Пиета                                               | Неизвестен автор от нач. на 17 век    |
|           | Първи трепети                                       | Филипо Чифариело                      |
|           | Автопортрет                                         | Винченцо Джемито                      |
|           | Бюст на неаполитанска девойка                       | Винченцо Джемито                      |
|           | Гръцка девойка                                      | Винченцо Джемито                      |
|           | Харпунаджия                                         | Винченцо Джемито                      |
|           | Основателят (Портрет на мъж; Майстор Пепе)          | Винченцо Джемито                      |
|           | Водоносецът                                         | Винченцо Джемито                      |
|           | Рибарче                                             | Винченцо Джемито                      |
|           | Портрет на доктор Едмонд Ландолт                    | Винченцо Джемито                      |
|           | Портрет на художника Доменико Морели                | Винченцо Джемито                      |
|           | Портрет на художника Мариано Фортуни                | Винченцо Джемито                      |
|           | Портрет на Гуидо Марвази                            | Винченцо Джемито                      |
|           | Гаврош (етюд на истинското)                         | Винченцо Джемито                      |
|           | Мавърче (Етюд на истинското)                        | Винченцо Джемито                      |
|           | Дете                                                | Винченцо Джемито                      |
|           | Глава на философ                                    | Винченцо Джемито                      |
|           | Стенна маса с митологични сцени                     | Тосканска и неаполитанска манифактура |
|           | Маса за стена с птички и растителни мотиви на плота | Тосканска и неаполитанска манифактура |

### Жизнеността на времето
| изображение | име                                                  | автор                  |
| ----------- | ---------------------------------------------------- | ---------------------- |
|             | Без име                                              | Афро                   |
|             | Червено                                              | Агостино Боналуми      |
|             | Композиция                                           | Алберто Бури           |
|             | Критско бяло                                         | Алберто Бури           |
|             | Приключенията на Гордон Пим                          | Алдо Споли             |
|             | Срещи                                                | Алдо Мондино           |
|             | Зелено Аскот 1 288 6631                              | Алигиеро Боети         |
|             | Карта                                                | Алигиеро Боети         |
|             | Фагус 511 61 95                                      | Алигиеро Боети         |
|             | Сребърно Auteuil 1 234 8287                          | Алигиеро Боети         |
|             | Червени знаци n. 2                                   | Биче Ладзари           |
|             | None Sing / Neon Sign                                | Брус Науман            |
|             | Ритъм във формите                                    | Бруно Де Тофоли        |
|             | Без име                                              | Карол Рама             |
|             | Безкрайност                                          | Джовани Анселмо        |
|             | Трите гълъба                                         | Лучо Дел Пецо          |
|             | Локус око                                            | Луиджи Онтани          |
|             | Сянка на два паралелепипеда M. 19                    | Джузепе Ончини         |
|             | Папионка                                             | Доменико Ньоли         |
|             | Присъствие 1959 n. 3                                 | Емилио Ведова          |
|             | Бяла повърхност                                      | Енрико Кастелани       |
|             | Флегрейски полета                                    | Ернесто Татафиоре      |
|             | Мазаниело                                            | Ернесто Татафиоре      |
|             | Нарцис                                               | Джулио Паолини         |
|             | Концепция за пространство                            | Лучо Фонтана           |
|             | Без име (Рози)                                       | Янис Кунелис           |
|             | Дария                                                | Марио Чероли           |
|             | Крал 2                                               | Маурицио Арканджели    |
|             | Square                                               | Маурицио Арканджели    |
|             | Мъж, ремонтиращ камион                               | Микеланджело Пистолето |
|             | Табуретка                                            | Микеланджело Пистолето |
|             | Ходещо момиче                                        | Микеланджело Пистолето |
|             | Салво трикольор                                      | Салво                  |
|             | Тунел                                                | Силвио Пазоти          |
|             | Без име                                              | Танкреди Пармиджани    |
|             | Без име                                              | Танкреди Пармиджани    |
|             | Материя 3                                            | Мимо Ротела            |
|             | Mentale blu A                                        | Родолфо Арико          |
|             | General 55 x 55                                      | Робърт Райман          |
|             | Achrome                                              | Пиеро Манцони          |
|             | Complex Form                                         | Сол Левит              |
|             | Geometric Figures With Lines In Two Directions (123) | Сол Левит              |
|             | Минерална вода                                       | Титина Мазели          |